# 匈牙利LGBT權益
匈牙利LGBT權益是匈牙利對於LGBT者權利的描述。同性戀在匈牙利對男性和女性都是合法的。該國禁止性取向和出生登記性別的歧視，但以同性伴侶為戶主的家庭並不符合異性已婚夫婦享有的所有相同法律權利。匈牙利民事結合於2009年正式實施，但同性婚姻仍被禁止，近年匈牙利政府更透過立法限制LGBT匈牙利人的公民權利——例如終止對跨性別匈牙利人的法律承認，並禁止LGBT內容和向未成年人展示，在奧班·維克多的青年民主主义者联盟－匈牙利公民联盟政府更修改憲法否定同性婚姻家庭，2021年6月再通過了一項禁止“同性戀和變性人宣傳”的反LGBT法，該法自7月1日起生效，此法已受到17個歐盟國家的譴責。俄羅斯在2013年已實施了類似的法律。

## 2021年反LGBT法
2021年6月，匈牙利政府出台了一項法律，禁止向未成年人展示“任何描繪或宣傳變性或同性戀的內容”。匈牙利政府發言人聲稱，該禁令旨在禁止兒童“可能誤解並可能對其發展產生不利影響”的內容。 根據一個人權組織的說法，“青年民主主义者联盟－匈牙利公民联盟提出的新立法將嚴重限制言論自由和兒童權利......這一舉動危及LGBTQI青少年的心理健康，並阻止他們獲得信息......以及肯定的支持"。國際特赦組織的大衛維格表示，“這些提案與俄羅斯的反同性戀‘宣傳法’有著黑暗的呼應，將進一步侮辱LGBTI，使他們在已經敵對的環境中面臨更大的歧視”。
匈牙利議會以157票對1票通過了該法案。匈牙利總統於2021年6月23日將該法案簽署成為法律，並於7天后於7月1日生效。俄羅斯聯邦也有類似的法律（保護兒童免遭反傳統家庭價值觀信息的影響法）自2013年起實施。17個歐盟成員國（比利時、荷蘭、盧森堡、丹麥、愛沙尼亞、芬蘭、法國、德國、愛爾蘭、立陶宛、西班牙、瑞典、拉脫維亞、希臘、塞浦路斯、意大利和奧地利）以及幾個LGBT和人權組織譴責該法律並稱其違反了歐盟基本權利憲章。荷蘭首相建議匈牙利完全退出歐盟，而波蘭則表示支持該法律。
2021年7月，歐盟立即對匈牙利最近實施的反LGBT宣傳法提起訴訟。

## 內部連結
- 匈牙利民事結合

## 資料來源
1. ↑   (新闻稿). Transvanilla. 2020-04-01. （原始内容存档于2020-05-06）.
2. ↑  Wareham, Jamie. . Forbes. 2020-05-19  [2020-05-19]. （原始内容存档于2020-05-20） （英语）.
3. ↑  Taylor, Adam. . The Washington Post. 2020-12-15  [2020-12-16]. （原始内容存档于2020-12-16） （英语）.
4. ↑  
匈牙利通過反同性戀法案 歐盟將採取行動反對 （页面存档备份，存于） 2021.6.23 自由時報
5. 1 2  Szandelszky, Bela; Gera, Vanessa. . ABC News. 2021-06-11  [2021-06-13]. （原始内容存档于2021-06-27） （英语）.
6. ↑  Rankin, Jennifer. . Guardian. 2021-06-15  [2021-06-22]. （原始内容存档于2021-08-13） （英语）.
7. ↑  . Reuters. 2021-06-11  [2021-06-13]. （原始内容存档于2021-07-26）.
8. 1 2  . AP NEWS. 2021-06-15  [2021-06-15]. （原始内容存档于2021-08-08）.
9. ↑  . The Hungarian President's Office. 2021-06-23  [2021-06-24]. （原始内容存档于2021-06-28）.
10. ↑  . NewsComAu. 2021-06-15  [2021-06-15]. （原始内容存档于2021-06-28）.
11. ↑  Bollinger, Alex. . LGBTQ Nation. 2021-06-15  [2021-06-16]. （原始内容存档于2021-06-28）.
12. ↑  Greenhalgh, Hugo; Savage, Rachel. Thomson Reuters Foundation , 编. . The Christian Science Monitor. 2021-06-16  [2021-06-16]. （原始内容存档于2021-08-02）.
13. ↑  . politico.eu. 2021-06-24  [2021-06-24]. （原始内容存档于2021-07-25） （英语）.
14. ↑  . BBC News. 2021-06-24  [2021-06-26]. （原始内容存档于2021-07-04） （英国英语）.
15. ↑  .   [2021-07-17]. （原始内容存档于2021-08-12）.